# NGC 2536
NGC 2655 är en stavgalax i stjärnbilden Kräftan. Den växelverkar med NGC 2535. Den upptäcktes den 22 januari 1877 av Édouard Stephan. 